# Selección de béisbol de República Checa
La Selección de béisbol de la República Checa es el equipo que representa al país en los torneos de la disciplina; y es controlado por la Federación de Béisbol de la República Checa.

## Participaciones

### Clásico Mundial de Béisbol
| World Baseball Classic record | World Baseball Classic record | World Baseball Classic record | World Baseball Classic record | World Baseball Classic record | World Baseball Classic record | World Baseball Classic record | World Baseball Classic record |                      | Eliminatoria         | Eliminatoria         | Eliminatoria         | Eliminatoria         | Eliminatoria |
| Año                           | Sede(s)                       | Ronda                         | Pos.                          | G                             | P                             | CA                            | CR                            | Sede                 | G                    | P                    | CA                   | CR                   |              |
| ----------------------------- | ----------------------------- | ----------------------------- | ----------------------------- | ----------------------------- | ----------------------------- | ----------------------------- | ----------------------------- | -------------------- | -------------------- | -------------------- | -------------------- | -------------------- | ------------ |
| 2006                          | No participó                  | No participó                  | No participó                  | No participó                  | No participó                  | No participó                  | No participó                  | No hubo eliminatoria | No hubo eliminatoria | No hubo eliminatoria | No hubo eliminatoria | No hubo eliminatoria |              |
| 2009                          | No participó                  | No participó                  | No participó                  | No participó                  | No participó                  | No participó                  | No participó                  | No hubo eliminatoria | No hubo eliminatoria | No hubo eliminatoria | No hubo eliminatoria | No hubo eliminatoria |              |
| 2013                          | No clasificó                  | No clasificó                  | No clasificó                  | No clasificó                  | No clasificó                  | No clasificó                  | No clasificó                  | Alemania             | 0                    | 2                    | 6                    | 28                   |              |
| 2017                          | No clasificó                  | No clasificó                  | No clasificó                  | No clasificó                  | No clasificó                  | No clasificó                  | No clasificó                  | México               | 1                    | 2                    | 22                   | 12                   |              |
| 2021                          | Japón                         | Por definir                   | Por definir                   | Por definir                   | Por definir                   | Por definir                   | Por definir                   | Alemania             | 3                    | 1                    | 25                   | 26                   |              |
| Total                         | 1/4                           |                               |                               | –                             | –                             | –                             | –                             |                      | 4                    | 5                    | 54                   | 66                   |              |

## Ranking WBSC
El Ranking Mundial WBSC cuenta los puntos de todos los torneos autorizados en todos los grupos de edad durante un período de cuatro años.
El ranking de la WBSC empieza a contabilizar los puntos a partir del año 2012. 
Actualizada a noviembre 2023
| Año                    | marzo      | junio     | agosto     | septiembre | octubre    | noviembre  | diciembre   |
| ---------------------- | ---------- | --------- | ---------- | ---------- | ---------- | ---------- | ----------- |
| 2012                   | -          | -         | -          | -          | -          | -          | 25º (48.16) |
| 2013                   | -          | -         | -          | -          | -          | -          | -           |
| 2014                   | -          | -         | -          | -          | -          | -          | 20° (68.93) |
| 2015                   | -          | -         | -          | -          | -          | -          | -           |
| 2016                   | -          | -         | -          | -          | -          | -          | 14º (1362)  |
| 2017                   | -          | -         | -          | -          | -          | -          | -           |
| 2018                   | -          | -         | -          | 16° (1249) | -          | -          | 18º (925)   |
| 2019                   | -          | -         | -          | -          | -          | -          | 16º (1268)  |
| 2020                   | 16º (1268) | -         | -          | -          | -          | -          | -           |
| 2021                   | -          | 16º (812) | 16º (830)  | -          | -          | -          | 14º (1091)  |
| 2022                   | -          | -         | -          | -          | -          | -          | 15º (1313)  |
| 2023                   | 16° (1745) | -         | 15º (1628) | -          | 14º (1900) | 15° (1900) | -           |
| Posición promedio: 16° |            |           |            |            |            |            |             |

- La última sumatoria de puntos abarca los torneos, avalados por la WBSC, en los que se haya competido en el periodo 2019-2023

- Mejor progreso : +6 (2014-2016).
- Peor progreso: -2 (2018).